# Cancriniella
Cancriniella là một chi thực vật có hoa trong họ Cúc (Asteraceae).

## Loài
Chi Cancriniella gồm các loài: